# Helena Dragaš
Helena Dragaš (en serbio: Јелена Драгаш, Jelena Dragaš, griego: Ἑλένη Δραγάση, Elenē Dragasē; aprox. 1372-23 de marzo de 1450) fue la emperatriz consorte del emperador bizantino Manuel II Paleólogo. Es venerada como una santa por la Iglesia ortodoxa griega, bajo el nombre de santa Hipomona (Ὑπομονὴ).

## Familia
Helena fue la hija de un noble serbio, Constantino Dragaš, de la casa de Dejanović. Constantino fue un señor provincial serbio, gobernando uno de los principados que emergieron después de la desintegración del Imperio serbio, centrado en Velbazhd (Kyustendil). Su madre fue la primera mujer no identificada de Constantino (no es su segunda esposa, la madrastra de Helena Eudoxia de Trebisonda). Su madrastra fue la hija de Alejo III de Trebisonda y Teodora Cantacucena, y viuda de Tadjeddin Pasha de Sinope, emir de Limnia. Su padre murió en 1395 en la batalla de Rovine, mientras luchaba por su señor el sultán Beyazid I del Imperio otomano contra el rebelde Mircea I de Valaquia.

## Emperatriz
Era muy conocida por su belleza, piedad, sabiduría y justicia. Su marido (como antiguo emperador) se convirtió en monje con el nombre de Matías (Ματθαῖος). Después de su muerte, el 21 de julio de 1425, se convirtió en monja en el monasterio de Kira Marta, tomando su nombre monástico. Ayudó a establecer un hogar para ancianos, con el nombre de «La Esperanza del Desesperado». El hogar estaba ubicado en el Monasterio de San Juan en Petrion, donde también se guardan las reliquias de San Patapios de Tebas. Helena murió el 23 de marzo de 1450 en Constantinopla. Es venerada por la Iglesia ortodoxa griega como una santa. Su memoria se conmemora el 29 de mayo, el día de la caída de Constantinopla por los otomanos y la muerte de su hijo Constantino XI Paleólogo. Su cráneo, como una reliquia sagrada, es atesorado en el monasterio de San Patapios en Loutraki, Grecia.

## Matrimonio
El 10 de febrero de 1392, Helena se casó con Manuel II Paleólogo. Tuvieron varios hijos. Ésta es la lista del orden de nacimiento según Jorge Frantzés:
- Una hija. Se menciona como la primogénita pero no se da su nombre. Posiblemente confundida con Isabel Paleóloga, una hija ilegítima de Manuel II que se casó con Ilario Doria.
- Constantino Paleólogo. Murió joven.
- Juan VIII Paleólogo. Nacido el 18 de septiembre de 1392 y fallecido el 31 de octubre de 1448. Emperador bizantino (1425-1448).
- Andrónico Paleólogo, Señor de Tesalónica (fallecido en 1429).
- Una segunda hija, que tampoco recibe nombre en el texto. Murió joven por la peste de 1398-1399.
- Teodoro II Paleólogo, Déspota de Morea (fallecido en 1448).
- Miguel Paleólogo. Murió joven por la peste de 1398-1399.
- Constantino XI Paleólogo. Nacido el 8 de febrero de 1405 y fallecido el 29 de mayo de 1453. Último emperador bizantino (1448-1453).
- Demetrio Paleólogo. Nacido en 1407 y fallecido en 1470. Déspota de Morea.
- Tomás Paleólogo. Nacido en 1409 y fallecido el 12 d mayo de 1465. Déspota de Morea.

El emperador Manuel II murió el 21 de julio de 1425. Helena le sobrevivió casi veinticinco años. Se retiró a un monasterio y asumió el nombre de Ipomoni o Hipomona (Paciencia). Murió el 23 de mayo de 1450 en Constantinopla.
Entre sus hijos se cuentan los dos últimos emperadores bizantinos. Constantino XI añadió el apellido de soltera de su madre Dragaš (en griego Dragasēs) al suyo.